# Else Blankenhorn

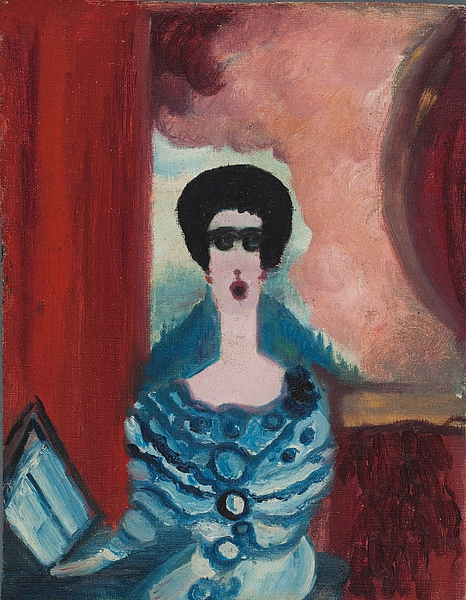
Else Blankenhorn, ohne Titel (Selbstbildnis als Sängerin)

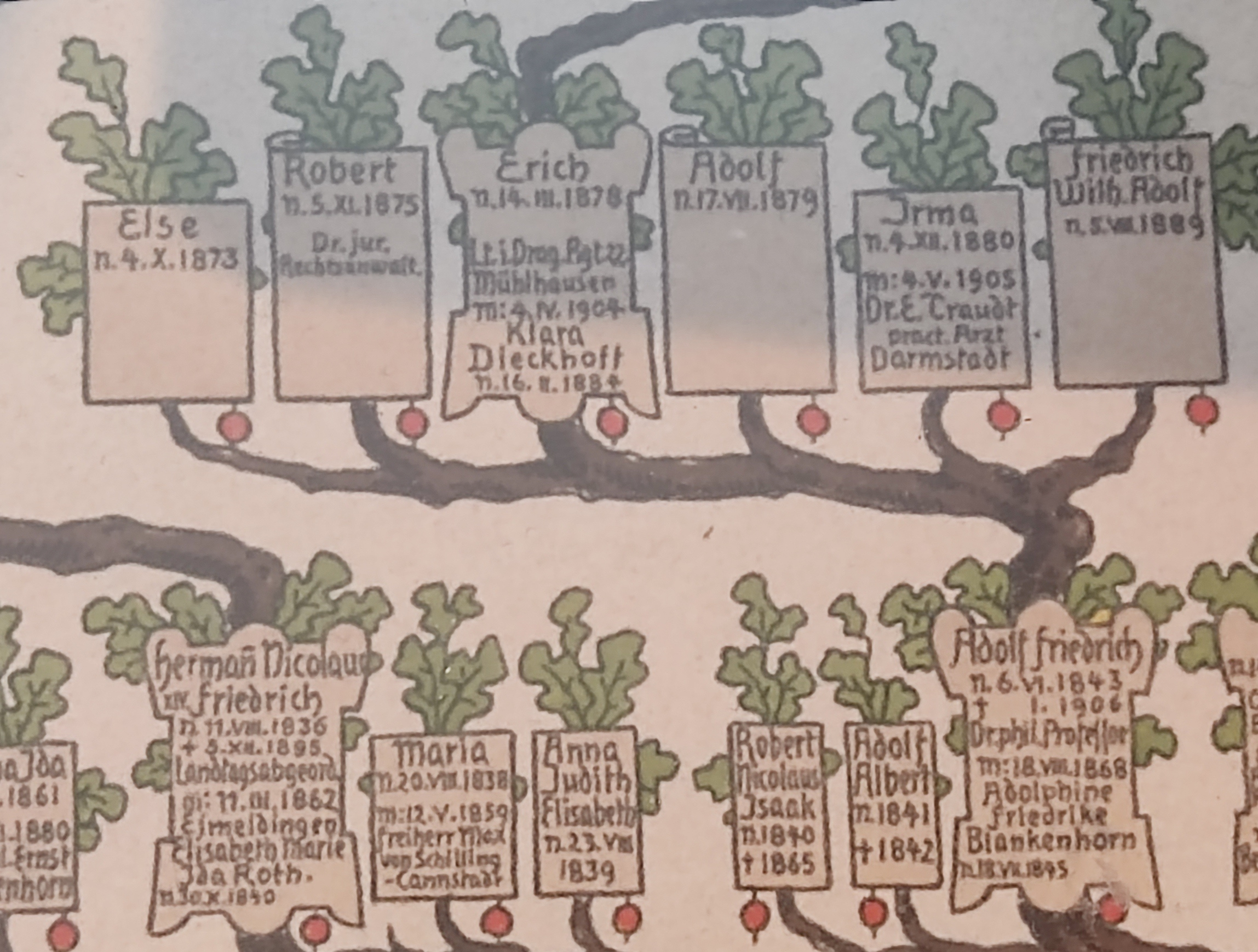
Ausschnitt aus dem Stammbaum „Blankenhorn“ im Markgräfler Museum Müllheim mit Elses fünf Geschwistern Robert, Erich, Adolf, Irma und Friedrich Wilhelm Adolf (oben)

Else Blankenhorn (* 4. Oktober 1873 in Karlsruhe; † 20. November 1920 in Konstanz) war eine deutsche Malerin. Viele ihrer Bilder sind Teil der Sammlung Prinzhorn der Psychiatrischen Universitätsklinik in Heidelberg.

## Leben

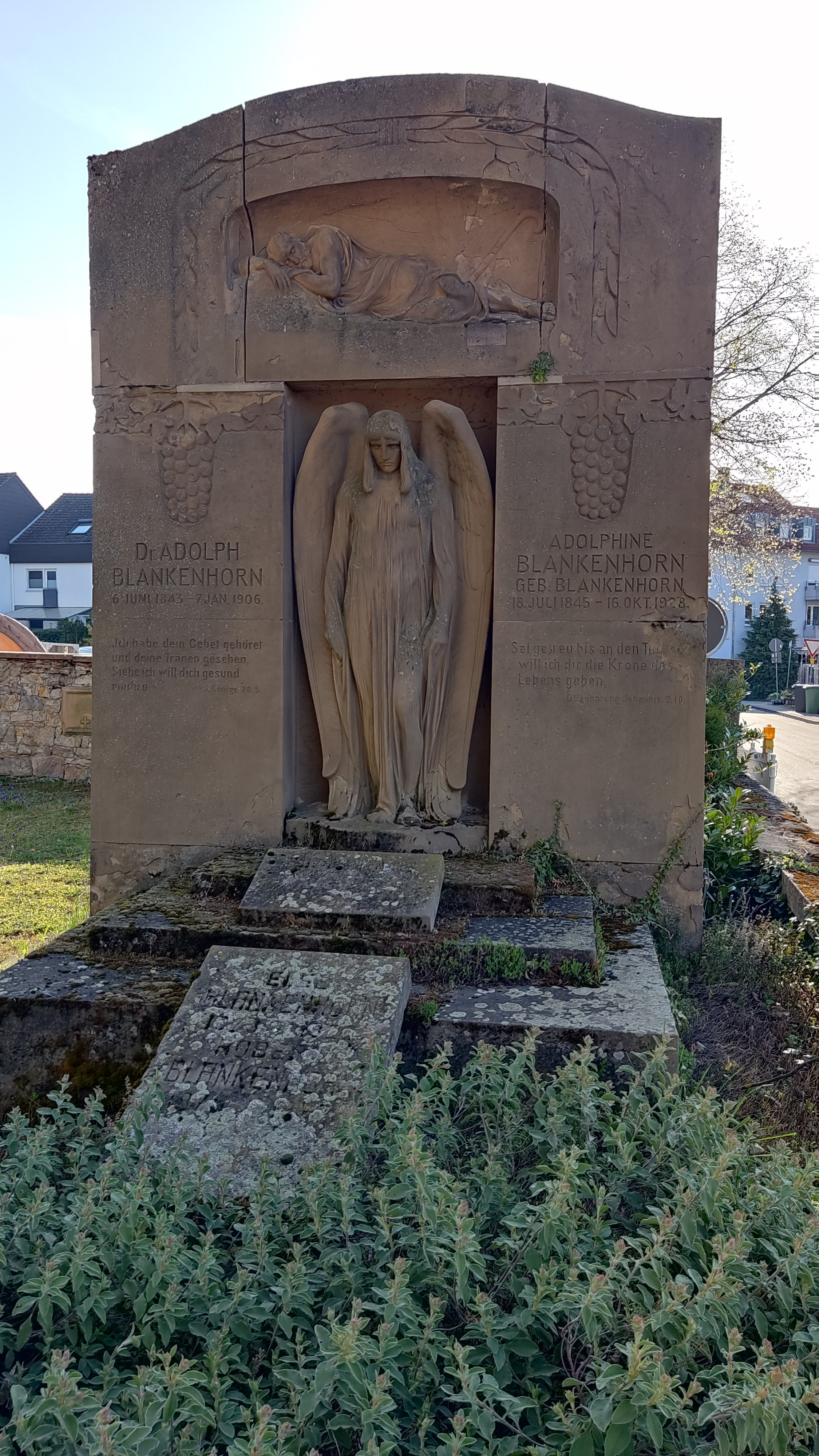
Familiengrabstätte Adolphine und Adolph Blankenhorn in der Südostecke des Alten Friedhofs Müllheim im Markgräflerland mit der Grabplatte der Geschwister Else und vor dem Grabrelief (April 2025)

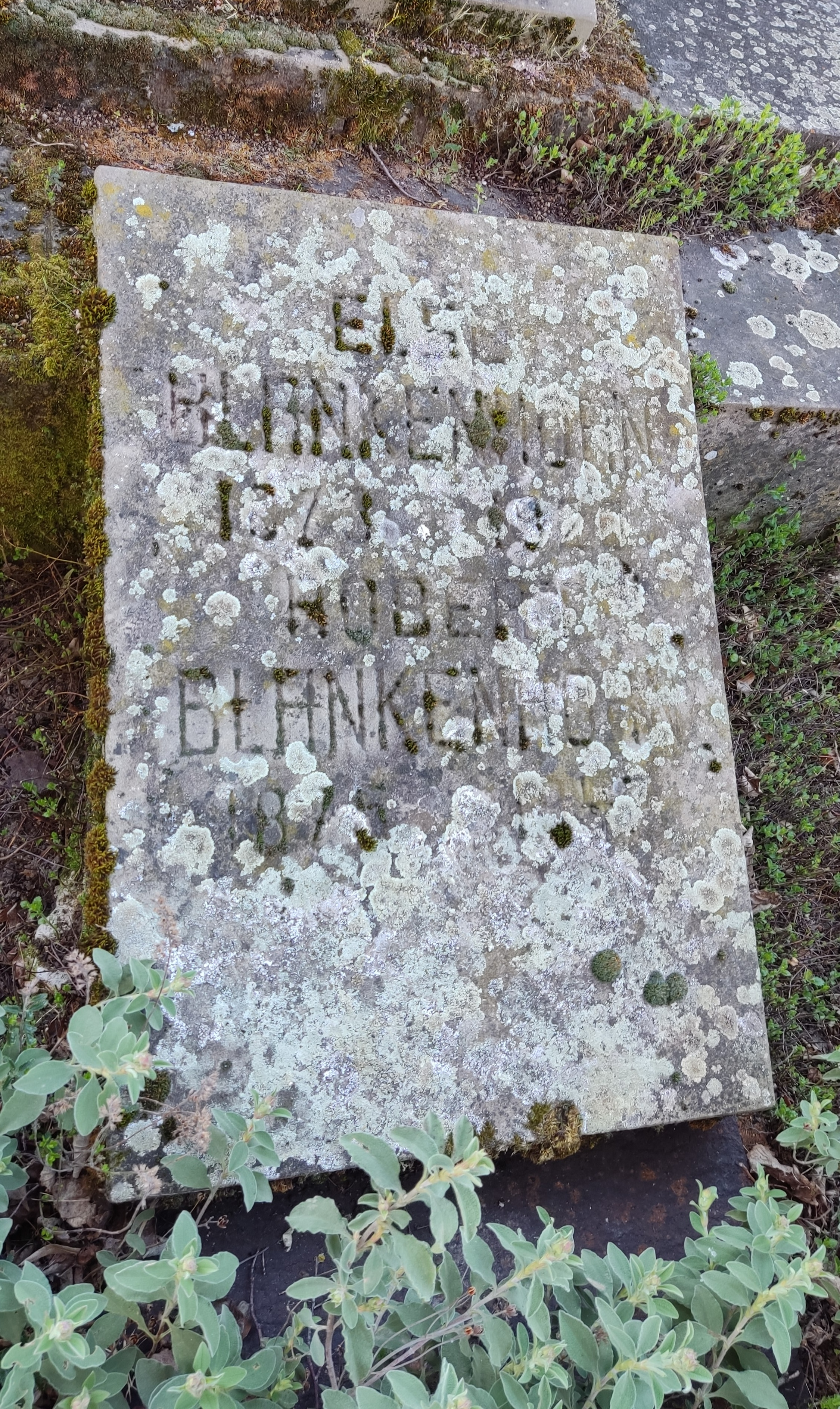
Elses und ihres nachgeborenen Bruders Robert (1875–1920) Grabplatte auf der Familiengrabstätte

Else Blankenhorn wurde als Älteste von sechs Kindern in Karlsruhe geboren; ihre Eltern waren die 1868 verheirateten Adolphine und Adolph Blankenhorn, Weinbau-Professor und deutscher Weinbau-Pionier, und sie wuchs in der damaligen badischen Landes- und Residenzstadt in  großbürgerlichen Verhältnissen auf. Dort besuchte sie das Mädchenpensionat Victoria für „höhere Töchter“, wo sie eine umfassende reformpädagogische und musische Ausbildung erhielt; so wurde sie z. B. in Gesang, Klavierspiel, Literatur und Malerei unterrichtet.
1899 verlor sie mit 26 Jahren ihre Singstimme und man diagnostizierte bei ihr einen Erschöpfungszustand. Heute geht man davon aus, dass der Auslöser für ihre Erkrankung die Tatsache war, dass der Mann, den sie selber gerne geheiratet hätte, ihre beste Freundin ehelichte. Daraufhin begab sie sich bis 1902 in das private Sanatorium Bellevue in Kreuzlingen am Bodensee.
1906 begab sich E. Blankenhorn erneut in psychiatrische Behandlung und blieb als Patientin bis 1919 in der Kuranstalt Bellevue, nachdem sie durch den Tod ihrer Großmutter und ihres Vaters erneut in eine Krise geraten war. Im Bellevue lebte sie in der geschlossenen Villa Tannegg, versorgt von ihrer persönlichen Pflegerin Bert[h]a Pecoroni; ihr standen zwei Räume zur Verfügung, die sie mit eigenen Möbeln sowie einem Harmonium ausgestattet hatte.
Aufgrund der enormen Kosten des Sanatoriums Bellevue wurde sie nach dem Ende des Ersten Weltkriegs 1919 in die viel preisgünstigere Heilanstalt Reichenau bei Konstanz verlegt, nun ohne Bert[h]a Pecoroni.
Dort starb sie 1920 mit 47 Jahren an den Folgen einer Krebsoperation („Eierstockkrebs“); beerdigt ist sie in Müllheim im Markgräflerland im Blankenhornschen Familiengrab.
Als Mitglied eben dieser angesehenen badischen Familie Blankenhorn war sie auch kulturell und sozial tätig gewesen und hatte sich im Badischen Frauenverein engagiert.

## Werk

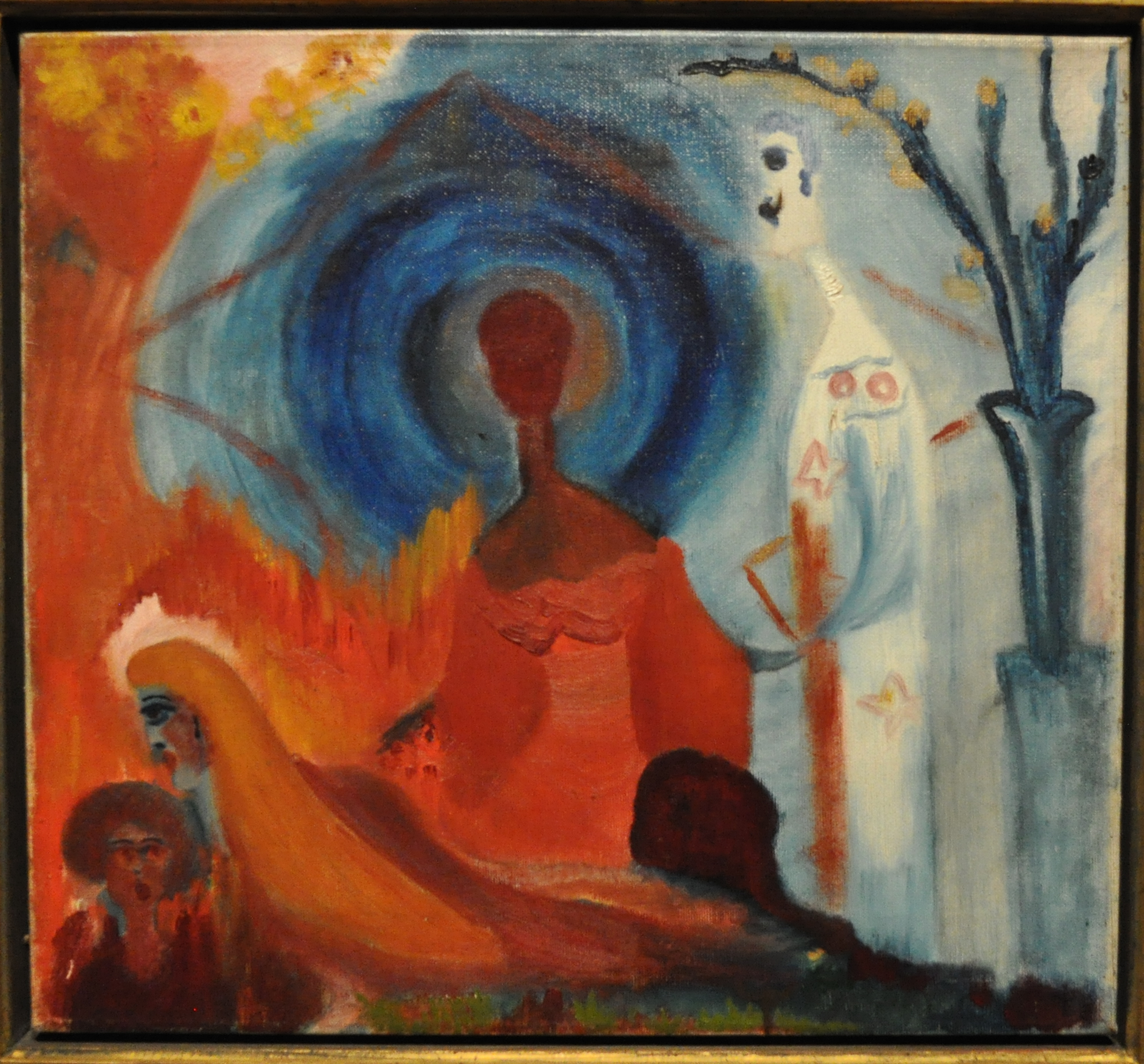
Allegorie mit kaiserlichem Paar (vor 1920)
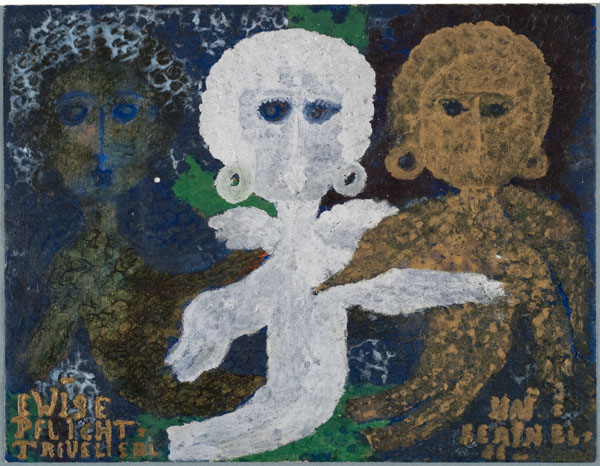
Ewige Pflicht = Treue Liebe Kaiserin Else (vor 1920)
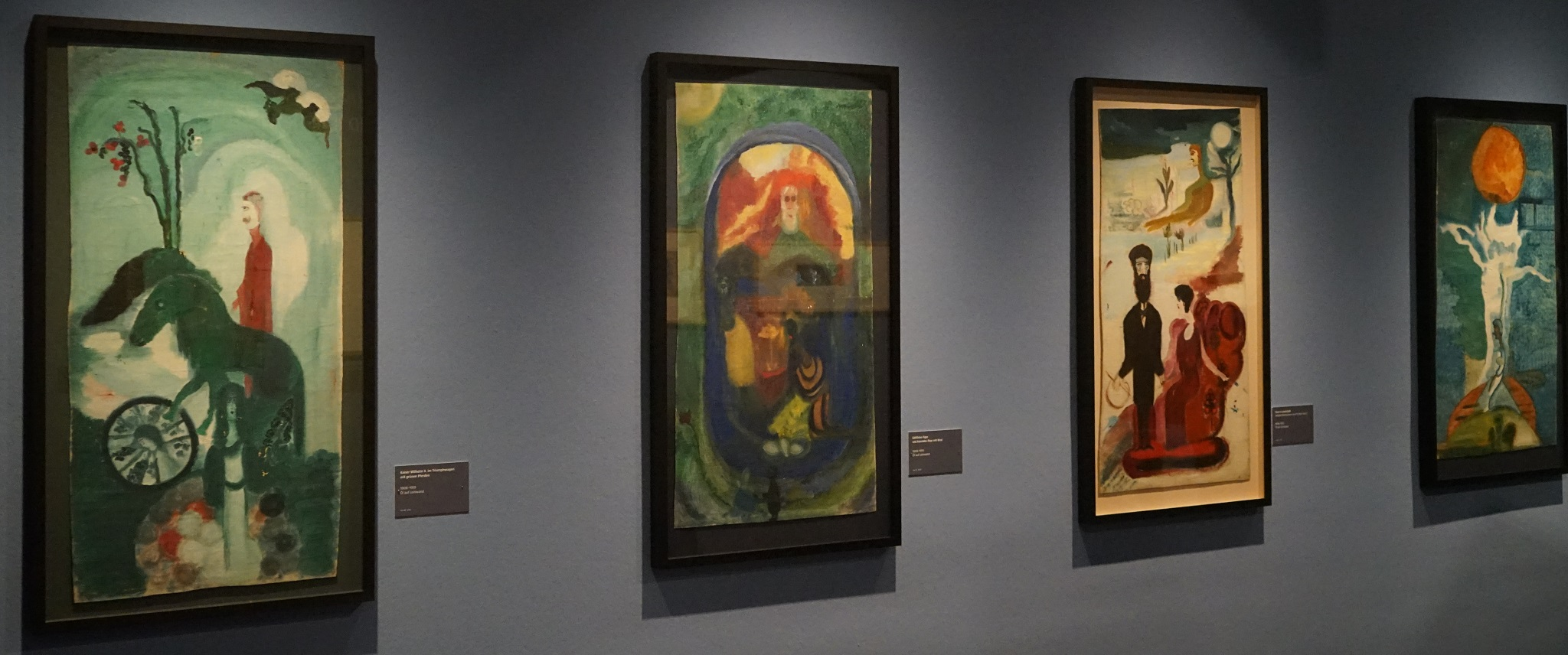
Else Blankenhorn in der Sammlung Prinzhorn

Auch wenn Else Blankenhorn seit ihrer Kindheit von Kunst umgeben war, begann sie sich erst 1908, während ihres Aufenthalts im Sanatorium Bellevue, selbst künstlerisch zu betätigen. Sie wendete sich neben der Malerei, der Fotografie, der Dichtung und dem Gesang auch dem Sticken zu.
In ihren malerischen Werken verwendete sie die Techniken Ölfarben und Aquarell. Ihre bevorzugten Motive waren dabei Frauenfiguren, Liebespaare, Naturelemente, religiöse Darstellungen oder florale Motive mit symbolischer Bedeutung. In ihren Werken tauchen beispielsweise häufig Mensch-Pflanzen-Mischwesen auf.
Sie glaubte, mit Kaiser Wilhelm II. verheiratet zu sein, und malte eine große Anzahl an Geldscheinen mit eigener, fiktiver Währung und Engeln als Leitmotiv, die sie mit geschlossenen Beinen zeichnete. Manche Geldscheine unterschrieb sie mit dem Namen Else von Hohenzollern. Die geschlossenen Beine ihrer Engel werden als Hinweis auf eine bewusst asexuelle Lebensweise interpretiert; es scheint, dass Werke mit deutlichem erotischen Inhalt von der Familie vernichtet wurden.
Der Psychiater und Kunsthistoriker Hans Prinzhorn nahm ihre Arbeiten mit in die Sammlung der Psychiatrischen Universitätsklinik in Heidelberg auf. Damit gehören viele Werke zum ursprünglichen Kern der Sammlung Prinzhorn. Auch plante Prinzhorn eine Monografie zu ihr herauszugeben, setzte sein Projekt jedoch nicht um. Heutzutage befinden sich ca. 450 von Blankenhorns Arbeiten in Besitz der Sammlung Prinzhorn. Blankenhorn wird mittlerweile zu den wichtigsten Kunstschaffenden der Heidelberger Sammlung gezählt. Einige Arbeiten finden sich in der Sammlung Dammann.

### Rezeption
Else Blankenhorns künstlerisches Werk blieb lange Zeit weitestgehend unbeachtet; Dies änderte sich 1980/1981 unter anderem durch eine Wanderausstellung der Sammlung Prinzhorn, bei der auch ihre Werke ausgestellt wurden.
2008 wurde sie in das Allgemeine Künstlerlexikon aufgenommen.
Ihre Arbeiten waren immer wieder Teil nationaler und internationaler Ausstellungen, wie z. B. der Wanderausstellung „Irre ist weiblich. Künstlerische Interventionen von Frauen in der Psychiatrie um 1900“, die in Deutschland und der Schweiz gezeigt wurde.
Anlässlich ihres 100. Todestags widmete das Markgräfler Museum Müllheim ihr 2020 eine erste eigene Ausstellung; 2022/2023 zeigte die Sammlung Prinzhorn in Heidelberg mit „Das Gedankenleben ist doch wirklich“. Else Blankenhorn – eine Retrospektive. eine erste Gesamtschau ihres Werks, die danach von April bis August 2024 auch im Museum Gugging auch in Maria Gugging im Bezirk Tulln an der Donau in Österreich gezeigt wurde.

## Ausstellungen

### Einzelausstellungen
- 2020/2021: Eigensinnige Welten. Die Malerin Else Blankenhorn. Markgräfler Museum Müllheim[18][19]
- 2022/2023: „Das Gedankenleben ist doch wirklich“. Else Blankenhorn – eine Retrospektive. Sammlung Prinzhorn, Heidelberg (bis 22. Januar 2023),[15]
  - danach (12. April bis 18. August 2024) im Museum Gugging in Maria Gugging, Tulln an der Donau, Österreich[16][17]

### Gruppenausstellungen (Auswahl)
- 2002/2003/2004: Wanderausstellung: „Wunderhülsen & Willenskurven – Bücher, Hefte, Kalendarien aus der Sammlung Prinzhorn“. Sammlung Prinzhorn, Heidelberg; Städtisches Museum, Jena; Museum Dr. Guislan, Gent[20]
- 2004/2005/2007: Wanderausstellung: „Irre ist weiblich. Künstlerische Interventionen von Frauen in der Psychiatrie um 1900“. Sammlung Prinzhorn, Heidelberg; Kartause Ittingen, Schweiz; Museum Dr. Guislan, Gent/B[20]
- 2005: „Expressionismus und Wahnsinn“. Sammlung Prinzhorn, Heidelberg[20]
- 2006/2007: Wanderausstellung: „wahnsinn sammeln – Outsider Art aus der Sammlung Dammann“. Sammlung Prinzhorn, Heidelberg; Ernst Barlach Haus, Hamburg[20]
- 2013/2014: Wanderausstellung: „wahnsinn sammeln – Outsider Art aus der Sammlung Dammann“. Sammlung Prinzhorn, Heidelberg, Museum im Lagerhaus, St. Gallen[20]
- 2014/2015: „Uniform und Eigensinn. Militarismus, Weltkrieg und Kunst in der Psychiatrie“. Sammlung Prinzhorn, Heidelberg[20]
- 2019/2020: „die sammlung prinzhorn.! art brut vor der art brut“. Museum Gugging, Maria Gugging, Österreich[21]